# حسن سميح شعيتو
حسن سميح شعيتو (16 يونيو 1991) ويعرف بلقب شبريكو هو لاعب كرة قدم لبناني يلعب في مركز الظهير مع الأنصار ومنتخب لبنان لكرة القدم. يعتبر الشبريكو ظهيرًا عصريًا يتميز بالسرعة والقدرة على الهجوم والدفاع على الأطراف.

## المسيرة الكروية

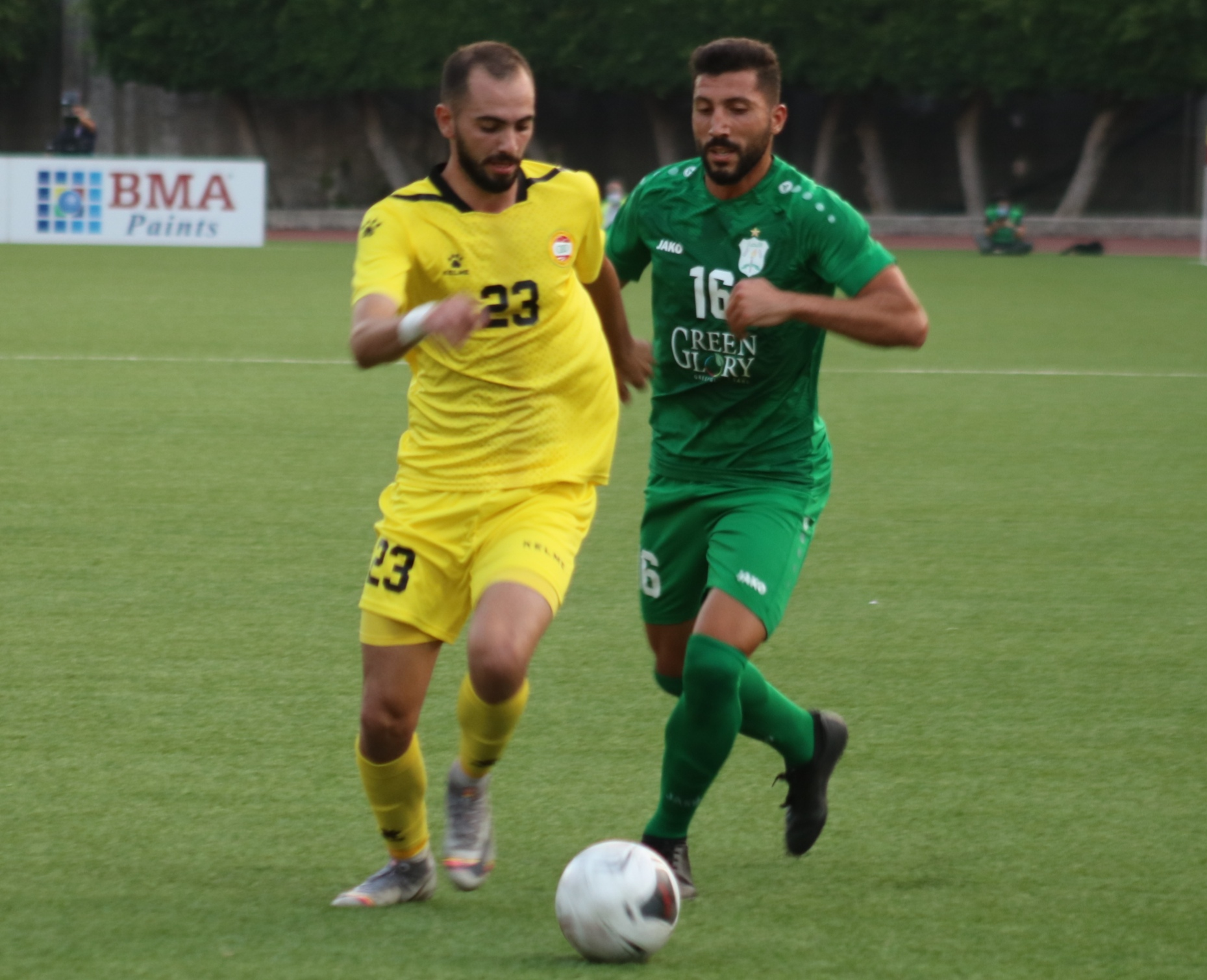
شعيتو (يمين) مع الأنصار ضد نادي العهد عام 2020

بعد تدرجّه في فئات الشباب، بدأ شعيتو مسيرته مع الفريق الأول في نادي الخيول بالدوري اللبناني الدرجة الثانية خلال موسم 2011–12. بعد موسمين قضاهما بعد الخيول، أعلن نادي الصفاء في 7 مارس 2013 تعاقد مع حسن شعيتو. في موسمه الأول مع الصفاء، فاز بلقب كأس السوبر 2013، لكنّه شارك في 4 مباريات فقط في موسم 2013–14 ولم يلعب أي مباراة طوال موسم 2014–15.
في 2015، إنضم للأنصار، وأصبح لاعبًا أساسيًا في الفريق، مشاركًا في 15 مباراة خلال موسم 2015–16. في الموسم اللاحق، ساهم شعيتو في تحقيق لقب كأس لبنان 2016–17، وسجل بالإضافة إلى ذلك 3 أهداف في 13 مباراة في الدوري.

## المسيرة الدولية

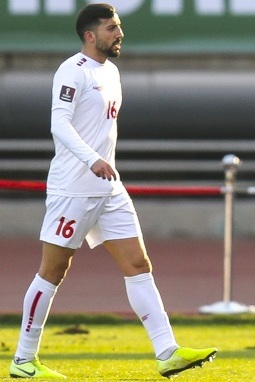
شعيتو مع المنتخب اللبناني ضد منتخب إيران عام 2022

مثّل شعيتو منتخب لبنان تحت 22 سنة في تصفيات كأس آسيا تحت 22 سنة في 2012. مباراته الأولى مع منتخب لبنان الأول أتت في 20 نوفمبر 2018 في مباراة ودية ضد أستراليا، وخسر لبنان 3–0. في ديسمبر 2018، أستدعي ضمن تشكيلة لبنان لبطولة كأس آسيا 2019، لكنه لم يشارك في أي مباراة.

## الحياة الشخصية
يعود لقب الشبريكو إلى اسم النادي الذي كان يلعب فيه شعيتو في حارة حريك، وهو الشبريكو.

## وصلات خارجية
حسن سميح شعيتو على فرق كرة القدم الوطنية.كوم